# Río Yuracyacu (Río Huallaga)
Der Río Yuracyacu (Quechua: yurac für „weiß“, yacu für „Wasserstelle“) ist ein etwa 65 km langer rechter Nebenfluss des Río Huallaga in der Provinz Alto Amazonas der Region Loreto im zentralen Norden Perus.

## Flusslauf
Der Río Yuracyacu entspringt in einem Höhenrücken im Amazonastiefland auf einer Höhe von etwa 220 m. Das Quellgebiet befindet sich im Nordosten des Distrikts Santa Cruz, 40 km südöstlich des Distriktverwaltungszentrums Santa Cruz. Der Río Yuracyacu fließt in überwiegend nordwestlicher Richtung durch das Amazonastiefland. Er weist ein stark mäandrierendes Verhalten mit zahlreichen engen Flussschlingen und Altarmen auf. Er mündet schließlich 6 km nördlich von Santa Cruz auf einer Höhe von etwa 124 m in den nach Norden strömenden Río Huallaga. Etwa 6 km oberhalb der Mündung befindet sich die Siedlung Esperanza de Yuracyacu am südlichen Flussufer.

## Einzugsgebiet
Der Río Yuracyacu entwässert ein Areal von ungefähr 330 km². Das Gebiet erstreckt sich über den Nordosten des Distrikts Santa Cruz und besteht hauptsächlich aus tropischem Regenwald und Sumpfgebieten. Entlang dem Unterlauf nehmen die Rodungsflächen zu. Das Einzugsgebiet grenzt im Süden an das des Río Shishinahua sowie im Osten und im Nordosten an das des Río Samiria, ein Nebenfluss des unteren Río Marañón.